# 8A busz (Békéscsaba)
A békéscsabai 8A jelzésű autóbusz az Erdélyi sor és a Linamar között közlekedik a 8-as busz kiegészítő járataként. A viszonylatot a Volánbusz üzemelteti. Ez az egyik járat, amely összeköti a keleti városrészt a belvárossal, valamint az autóbusz- és vasúti pályaudvarral.
A vonalon javarészt MAN SL 223-as és Mercedes-Benz Conecto O345 LF autóbuszok járnak.

## Jellemzői
A buszokat főleg a Kazinczy lakótelepről a belvárosba, illetve a kórházba járók használják. Útja során több iskolát érint, ezért sok diák használja. Javarészt hétköznap délelőtt és kora délután, valamint hétvégén közlekedik, ez idő alatt a 8-as buszt helyettesíti.

## Útvonala
| Tesco felé | Erdélyi sor felé |
| --- | --- |
| - Erdélyi sor - Szőlő utca - Degré utca - Bajza utca - Gyulai út - Széchenyi utca - Luther utca - Jókai utca - Trianon tér - Petőfi utca - Bartók Béla út - Temető sor - Boczkó Dániel tér - Andrássy út - Kazinczy utca - Szerdahelyi utca - Tesco | - Tesco - Szerdahelyi utca - Kazinczy utca - Andrássy út - Boczkó Dániel tér - Temető sor - Bartók Béla út - Petőfi utca - Trianon tér - Jókai utca - Luther utca - Széchenyi utca - Gyulai út - Bajza utca - Urszinyi Dezsőné utca - Szőlő utca - Erdélyi sor |

## Megállóhelyei
A Tesco felé a Főiskola (Bajza utca) és a Petőfi liget (Petőfi utca), az Erdélyi sor felé a Jókai utca (Jókai utca) és a Jankay Tibor Általános Iskola (Urszinyi Dezsőné utca) megállóknál állnak meg a buszok.
| 0  | Erdélyi sor végállomás        | 26 | 8 | |
| 2  | Degré utca                    | 25 | 8 | |
| 4  | Főiskola                      | ∫  | 8 Linamar felé | Gál Ferenc Egyetem |
| ∫  | Jankay Tibor Általános Iskola | 24 | 8 Erdélyi sor felé | Jankay Tibor Két Tanítási Nyelvű Általános Iskola (Nagy Jankay) |
| 6  | iskolacentrum                 | 22 | 3M, 3V, 7F "A" útvonalon, 8, 17M helyközi-országos autóbuszjáratok: Kecskemét, Szentes regionális autóbuszjáratok: Békésszentandrás, Dombegyház, Elek, Geszt, Gyomaendrőd, Gyula, Mezőkovácsháza, Orosháza, Szarvas, Újkígyós, Vésztő | Aldi, Szent-Györgyi Albert Kollégium, Gál Ferenc Egyetem |
| 7  | Sportcsarnok                  | 20 | 3M, 3V, 8, 17M regionális autóbuszjáratok: Elek, Gyula, Mezőkovácsháza, Orosháza, Újkígyós | Aldi, Békéscsabai Karácsonyi Lajos Vívó Egyesület, Városi Sportcsarnok |
| 8  | Kórház                        | 19 | 3M Veres Péter utca felé, 8, 8V, 17M Lencsési autóbusz-forduló felé, 20 regionális autóbuszjáratok: Battonya, Doboz, Elek, Gyula, Mezőkovácsháza, Orosháza, Sarkad, Újkígyós | Dr. Réthy Pál Kórház-Rendelőintézet, Munkácsy Mihály Emlékház |
| 9  | Kossuth tér                   | 18 | 8, 8V, 20 regionális autóbuszjáratok: Doboz, Sarkad | Belvárosi Római Katolikus Templom, Csabagyöngye Kulturális Központ, Napsugár Bábszínház, Kossuth tér, Munkácsy Mihály Múzeum, Élővíz-csatorna, Turisztikai Főpályaudvar                       |
| 12 | Kazinczy Ferenc Iskola        | 16 | 5, 8, 8V, 20 regionális autóbuszjáratok: Doboz, Sarkad | Balassi Bálint Magyar Művészetek Háza, Békés Megyei Egészségbiztosítási Pénztár, Kazinczy Ferenc Általános Iskola                                                                             |
| 14 | Petőfi liget                  | ∫  | 1, 3, 3M, 3V, 4, 5 Autóbusz-állomás felé, 7, 7F, 8 Linamar felé, 8V Tesco felé, 17V, 20 Autóbusz-állomás felé | Angyalos-kút, Békéscsabai Petőfi Utcai Általános Iskola, BSZC Kemény Gábor Technikum, Trianon tér Csaba Center: Békéscsaba Center Posta, Hervis, Media Markt, Spar, Telenor, T-Pont, Vodafone |
| ∫  | Jókai utca                    | 14 | 5 Mezőmegyer felé, 8 Erdélyi sor felé, 8V Varságh utca felé, 20 Gerla, községháza felé helyközi-országos autóbuszjáratok: Karcag regionális autóbuszjáratok: Békés, Bélmegyer, Dévaványa, Doboz, Füzesgyarmat, Gyomaendrőd, Kamut, Köröstarcsa, Mezőberény, Sarkad, Szeghalom, Vésztő | McDonald’s, Csaba Center, Center Parkolóház |
| 16 | Tulipán utca                  | 11 | 7F "A" útvonalon, 8, 8V | |
| 18 | Autóbusz-állomás              | 9  | 1, 3, 3M, 3V, 4, 5, 7, 7F, 8, 8V, 17V, 20 120 (Budapest – Szolnok – Lökösháza), 121 (Békéscsaba – Mezőhegyes – Makó – Újszeged), 128 (Békéscsaba – Kötegyán – Vésztő), 135 (Békéscsaba – Orosháza – Hódmezővásárhely – Szeged) helyközi-országos autóbuszjáratok: Budapest-Népliget, Debrecen, Eger, Hajdúszoboszló, Karcag, Kecskemét, Kunszentmárton, Miskolc, Pécs, Szeged, Szentes, Szolnok, Zalaegerszeg regionális autóbuszjáratok: Battonya, Békés, Békéssámson, Békésszentandrás, Bélmegyer, Csanádapáca, Csorvás, Dévaványa, Doboz, Dombegyház, Elek, Füzesgyarmat, Gerendás, Geszt, Gyomaendrőd, Gyula, Kamut, Kaszaper, Kétsoprony, Kondoros, Köröstarcsa, Kunágota, Medgyesbodzás, Medgyesegyháza, Mezőberény, Mezőkovácsháza, Orosháza, Sarkad, Szabadkígyós, Szarvas, Szeghalom, Telekgerendás, Tótkomlós, Újkígyós, Vésztő | Békéscsaba vasútállomás Helyközi autóbusz-állomás Obi Áruház, Penny Market |
| 20 | Kazinczy utca 1-3.            | 7  | 8, 8V | Andrássy Gyula Gimnázium és Kollégium, Katonai Igazgatási és Érdekvédelmi Iroda, VOKE Vasutas művelődési háza és könyvtára, Aldi, Rossmann, KiK                                               |
| 21 | Gépészeti Szakközépiskola     | 5  | 8, 8V | Békéscsabai Tűzoltóság, BSZC Nemes Tihamér Technikum és Kollégium |
| 23 | Kazinczy lakótelep            | 4  | 8, 8V regionális autóbuszjáratok: Telekgerendás | BSZC Kós Károly Technikum és Szakképző Iskola, Pingvin Patika |
| 24 | Millenniumi lakótelep         | 2  | 8V | |
| 26 | Tesco végállomás              | 0  | 8V | Stop.Shop, Tesco Hipermarket |

## Kiegészítések
- Egészségügyi Gyermekotthon-járatok (E): Néhány járat az Egészségügyi Gyermekotthont is érinti útja során.
- Illésházi utca-járat (I): Iskolai napokon 7:00-tól a Tesco-tól a Kórházig, az Illésházi utcán át közlekedő járat is indul.

## Külső hivatkozások
- Békéscsaba buszjáratai és menetrendjük
- A Dél-alföldi Közlekedési Központ Zrt. honlapja
- A Körös Volán honlapja
- Változik a buszok útvonala, új megállók épülnek - Csabai Mérleg
- A Körös Volán autóbuszainak listája Archiválva 2016. március 5-i dátummal a Wayback Machine-ben
- Utcák és közterületek átnevezése Archiválva 2013. december 19-i dátummal a Wayback Machine-ben